# شاه بابك (تشكدان)
شاه بابك (بالفارسية: شه بابک) هي قرية تقع في إيران في هرمزغان. يقدر عدد سكانها بـ 395 نسمة بحسب إحصاء 2016.